# Macrocera propleuralis
Macrocera propleuralis är en tvåvingeart som beskrevs av Edwards 1941. Macrocera propleuralis ingår i släktet Macrocera och familjen platthornsmyggor. Inga underarter finns listade i Catalogue of Life.